# Institut d'optique Graduate School
Institut d'optique Graduate School (SupOptique), fondată în 1917, este o universitate tehnică de stat din Palaiseau (Franța).

## Secții
- Master

Domeniu: Optică
- Doctorat

Domeniu: Optică, Nanotehnologie, Fotonicã, Metrologie, Imagini
- Mastère Spécialisé